# Park Shin-yang
Park Shin-yang (Hangeul : 박신양), né le 1er novembre 1968 à Séoul, est un acteur sud-coréen.
Il est diplômé en art dramatique de l'Université de Dongguk, en Corée du Sud et de l'École supérieure d'art dramatique Mikhaïl Chtchepkine en Russie.
Il a reçu de nombreuses distinctions depuis ses débuts d'acteur en 1996.

## Carrière
Diplômé de l'Université Dongguk et de l'École supérieure d'art dramatique Mikhaïl Chtchepkine, Park Shin-yang fait ses débuts en 1996 dans le drame Yuri de Yang Yun-ho. Il devient célèbre à la suite de ses performances dans les mélodrames à succès The Letter en 1997 et A Promise de Kim Yoo-jin en 1998, pour lesquels il reçoit de nombreuses distinctions.
Au début des années 2000, il joue dans plusieurs films qui rencontrent un succès important, notamment la comédie Hi! Dharma! et le film de casse The Big Swindle,.
En 2004, il est reconnu comme l'un des acteurs sud-coréens majeurs grâce à son rôle dans la série télévisée Lovers in Paris,. Avec une audience moyenne de 40+% et un pic d'audimat à 57,6%, Lovers in Paris devient l'un des dramas coréens les mieux notés de tous les temps. La performance de Park Shin-yang est saluée et il remporte le Grand Prix (Daesang) avec sa partenaire Kim Jung-eun lors des SBS Drama Awards. Le drama est à l'origine de plusieurs tendances et certaines répliques sont devenues cultes, comme « Let's go, baby! ».
En 2007, il joue l'un des personnages principaux dans le drama télévisé War of Money, qui rencontre un grand succès et qui vaut à l'acteur de remporter une seconde fois le Grand Prix lors des SBS Drama Awards. Initialement composé de 16 épisodes, le drama est prolongé de 4 épisodes, dans lesquels Park Shin-yang joue et pour lesquels il a négogié un salaire de 155 millions de wons par épisode. Par la suite, l'agence de production se rétracte du contrat, accusant Park Shin-yang de profiter de la popularité du drama pour demander une somme excessive. Ce dernier intente une action en justice et gagne le procès en 2009,. Il est toutefois sanctionné en 2008 par la Corea Drama Production Association (CODA) qui l'exclut de tout drama produit par les membres de l'association, pour une durée indéterminée,.
Durant cette période, Park Shin-yang joue en 2008 aux côtés de Moon Geun-young dans le drama historique Painter of the Wind, acclamé par la critique.
Après trois ans d'absence à la télévision, la sanction de la CODA est levée en 2011. Il fait alors son retour à la télévision la même année dans le drama médical Sign.
Début 2013, il joue dans la comédie Man on the Edge, qui eut un grand succès au box-office.
Après une pause de cinq ans, il fait son retour sur le petit écran en 2016 avec le drama My Lawyer, Mr.Jo. Il reprend son rôle en 2019 dans la deuxième saison de la série, intitulée My Lawyer, Mr. Jo 2: Crime and Punishment.

## Vie personnelle
Park épouse Baek Hae-jin en 2002. Ils ont une fille, Park Seung-chae.
En 2004, le Musée Tolstoï le nomme ambassadeur en Corée du Sud pour une exposition au Musée d'histoire de Séoul.

## Filmographie

### Films
| Année | Titre                           | Rôle                 | Notes |
| ----- | ------------------------------- | -------------------- | ----- |
| 1996  | Yuri                            | Yuri                 |       |
| 1997  | Poison                          |                      |       |
| 1997  | The Letter                      | Hwan-yoo             |       |
| 1997  | Motel Cactus                    | Kim Suk-tae          |       |
| 1998  | Yagsog                          | Gong Sang-du         |       |
| 1998  | White Valentine                 | Park Hyun-jun        |       |
| 2000  | Kilimanjaro                     | Hae-cheol / Hae-shik |       |
| 2001  | Indian Summer                   | Seo Jun-ha           |       |
| 2001  | Hi! Dharma!                     | Jae-gyu              |       |
| 2003  | The Uninvited                   | Kang Jung-won        |       |
| 2004  | The Big Swindle                 | Choi Chang-hyeok     |       |
| 2004  | Hi! Dharma 2: Showdown in Seoul | Jae-gyu              | Caméo |
| 2007  | Meet Mr. Daddy                  | Woo Jong-dae         |       |
| 2012  | Miss Conspirator                | Baek Bong-nam        |       |
| 2013  | Man on the Edge                 | Gwang-ho             |       |

### Séries télévisées
| Année | Titre                                     | Rôle          | Notes |
| ----- | ----------------------------------------- | ------------- | ----- |
| 1996  | Power of Love                             | Moon Dong Hui |       |
| 1996  | Apple Blossom's Fragrance                 |               |       |
| 1998  | Fascinate my Heart                        | Seok-chan Yun |       |
| 2004  | Lovers in Paris                           | Han Ki-joo    |       |
| 2007  | War of Money                              | Geum Na-ra    |       |
| 2008  | Painter of the Wind                       | Kim Hong-do   |       |
| 2011  | Sign                                      | Yoon Ji-hoon  |       |
| 2016  | My Lawyer, Mr. Jo                         | Jo Deul-ho    |       |
| 2019  | My Lawyer, Mr. Jo 2: Crime and Punishment | Jo Deul-ho    |       |

### Émissions de variétés
| Année | Titre                           | Notes |
| ----- | ------------------------------- | ----- |
| 2016  | Actor School                    |       |
| 2017  | The Traveler’s Guide to My Room |       |

## Récompenses et nominations
| Année | Récompense                                     | Catégorie                                      | Travail nommé                             | Résultat   | Réf.   |
| ----- | ---------------------------------------------- | ---------------------------------------------- | ----------------------------------------- | ---------- | ------ |
| 1996  | 17th Blue Dragon Film Awards                   | Best New Actor                                 | Yuri                                      | Lauréat    |        |
| 1997  | 33rd Baeksang Art Awards                       | Best New Actor                                 | Yuri                                      | Lauréat    |        |
| 1997  | 35th Grand Bell Awards                         | Best New Actor                                 | Yuri                                      | Nomination |        |
| 1997  | 18th Blue Dragon Film Awards                   | Best Leading Actor                             | Motel Cactus                              | Nomination |        |
| 1998  | 18th Korean Association of Film Critics Awards | Best New Actor                                 | The Letter                                | Lauréat    |        |
| 1998  | 18th Korean Association of Film Critics Awards | Most Popular Actor                             | The Letter                                | Lauréat    |        |
| 1998  | 21st Golden Cinematography Awards              | Most Popular Actor                             | The Letter                                | Lauréat    |        |
| 1998  | 34th Baeksang Art Awards                       | Most Popular Actor                             | The Letter                                | Lauréat    |        |
| 1998  | SBS Drama Awards                               | Top Excellence Award, Actor                    | Fascinate My Heart                        | Nomination |        |
| 1998  | 19th Blue Dragon Film Awards                   | Best Leading Actor                             | A Promise                                 | Lauréat    |        |
| 1998  | 19th Blue Dragon Film Awards                   | Most Popular Actor                             | A Promise                                 | Lauréat    |        |
| 1999  | 7th Chunsa Film Art Awards                     | Best Actor                                     | A Promise                                 | Lauréat    |        |
| 1999  | 35th Baeksang Arts Awards                      | Best Actor (film)                              | A Promise                                 | Nomination |        |
| 1999  | 36th Grand Bell Awards                         | Best Actor                                     | A Promise                                 | Nomination |        |
| 2004  | 41st Grand Bell Awards                         | Best Actor                                     | The Big Swindle                           | Nomination |        |
| 2004  | 25th Blue Dragon Film Awards                   | Best Leading Actor                             | The Big Swindle                           | Nomination |        |
| 2004  | 5th Korea Visual Arts Festival                 | Photogenic Award, TV category                  | Lovers in Paris                           | Lauréat    |        |
| 2004  | SBS Drama Awards                               | Grand Prize (Daesang)                          | Lovers in Paris                           | Lauréat    |        |
| 2004  | SBS Drama Awards                               | Top Excellence Award, Actor                    | Lovers in Paris                           | Nomination |        |
| 2004  | SBS Drama Awards                               | Excellence Award, Actor in a Drama Special     | Lovers in Paris                           | Nomination |        |
| 2004  | SBS Drama Awards                               | Top 10 Stars                                   | Lovers in Paris                           | Lauréat    |        |
| 2005  | 41st Baeksang Arts Awards                      | Best Actor (TV)                                | Lovers in Paris                           | Nomination |        |
| 2007  | Korean Swan Best Dresser Awards                | Swan Best Actor in TV                          | War of Money                              | Lauréat    |        |
| 2007  | SBS Drama Awards                               | Grand Prize (Daesang)                          | War of Money                              | Lauréat    | [ 22 ] |
| 2007  | SBS Drama Awards                               | Netizen Award                                  | War of Money                              | Lauréat    | [ 23 ] |
| 2007  | SBS Drama Awards                               | Top 10 Stars                                   | War of Money                              | Lauréat    |        |
| 2008  | 44th Baeksang Arts Awards                      | Best Actor (TV)                                | War of Money                              | Lauréat    | [ 24 ] |
| 2008  | SBS Drama Awards                               | Top Excellence Award, Actor                    | Painter of the Wind                       | Nomination |        |
| 2011  | SBS Drama Awards                               | Top Excellence Award, Actor in a Drama Special | Sign                                      | Nomination |        |
| 2016  | 9th Korea Drama Awards                         | Grand Prize (Daesang)                          | My Lawyer, Mr. Jo                         | Nomination |        |
| 2016  | KBS Drama Awards                               | Top Excellence Award, Actor                    | My Lawyer, Mr. Jo                         | Lauréat    | [ 25 ] |
| 2016  | KBS Drama Awards                               | Excellence Award, Actor in a Mid-length Drama  | My Lawyer, Mr. Jo                         | Nomination |        |
| 2019  | 12th Korea Drama Awards                        | Top Excellence Award, Actor                    | My Lawyer, Mr. Jo 2: Crime and Punishment | Nomination | [ 26 ] |
| 2019  | KBS Drama Awards                               | Top Excellence Award, Actor                    | My Lawyer, Mr. Jo 2: Crime and Punishment | Nomination |        |
| 2019  | KBS Drama Awards                               | Excellence Award, Actor in Mid-length Drama    | My Lawyer, Mr. Jo 2: Crime and Punishment | Nomination |        |